# Fundación País Libre
La Fundación País Libre (Bogotá, 28 de agosto de 1977 - marzo 2003) fue una organización no gubernamental sin ánimo de lucro que trabajan en la prevención contra el secuestro, la extorsión, la desaparición forzada y otras privaciones ilegales de la libertad en Colombia. Fue dirigida antes de su liquidación y desde el 1999 por la exsecuestrada de las Fuerzas Armadas Revolucionarias de Colombia - Ejército del Pueblo (FARC-EP) Clara Rojas, la idea de su creación provino de Francisco Santos, quien también fue víctima de secuestro. 
La fundación anunció su fin luego de 25 años luego de considerar que ya había un marco legal para tratar con el secuestro, causa por el que fue fundada.

## Historia
Después del secuestro  de Francisco Santos  quien fue privado ilegalmente de la libertad por el grupo narcotraficante de Pablo Escobar, llamado “Los extraditables”, y en respuesta a su columna de opinión Carta a un secuestrado, escrita en el periódico El Tiempo cuando ya estaba en libertad, un grupo de ciudadanos colombianos crearon la Fundación País Libre el 28 de agosto de 1977.

## Atención a Víctimas
La fundación prestaba desde 1978 atención de forma gratuita a víctimas del secuestro, la extorsión y la desaparición forzada por el conflicto armado en Colombia con el fin de aminorar su impacto, dentro de su atención la fundación no participó en negociaciones o comunicaciones directas con los victimarios ni la participación en búsquedas, rescates o acciones policivas.